# حمله شبانه به تیرگوویشته
حمله شبانه به تیرگوویشته (به رومانیایی: Atacul de noapte de la Târgoviște، به ترکی: Tirgovişte Baskını) نبردی بود که روز پنجشنبه، ۱۷ ژوئن ۱۴۶۲ بین نیروهای ولاد سوم، شاهزاده والاچیا و سلطان محمد فاتح، امپراتوری عثمانی درگرفت. این نبرد پس از آن آغاز شد که سلطان محمد، که قبلاً روابط تنش زا با ولاد داشت، اتحاد خود را با پادشاه مجارستان ماتیاش یکم، ایجاد کرد و به نیروهای خود دستور داد تا در کمین او قرار گیرند. ولاد حمله را خنثی و به بلغارستان حمله کرد. در پاسخ، سلطان محمد ارتش بزرگی را با هدف تسخیر والاچیا و الحاق آن به امپراتوری خود به وجود آورد. این دو پادشاه با یک سری درگیری‌ها روبرو شدند که مهمترین آنها حمله شبانه بود که در شب، ولاد سوم در تلاش برای کشتن سلطان محمد دوم به اردوگاه تُرک‌ها حمله کرد. حمله ولاد بی نتیجه انجامید و امپراتور عثمانی به سمت پایتخت والاچیا یعنی تیرگوویشته حرکت کرد. پس از خروج از پایتخت، سلطان عثمانی حدود بیست هزار جنازه ترکها را کشف کرد که ولاد در حمله به بلغارستان آنها را کشته بود. این تعداد را خود ولاد در نامه‌ای به ماتیاش ذکر کرده‌است. سلطان و سپاهیانش پیش از بازگشت به آدریانوپل، با کشتی به بریلا رفتند و آن را به آتش کشیدند. هر دو طرف در کارزار ادعای پیروزی کردند و نیروهای سلطان محمد فاتح با غنایم بسیار اعم از بردگان، اسبها و احشام به خانه بازگشتند.